# Gelélys
Et gelélys er et lys med en klar gelé med væge, som ofte bliver solgt i en eller anden form for glas. Forskellige ting sænket ned i geléen skaber forskellige dekorationer. Geléen i gelélyset består af amorfe alifatiske kulbrinter samt et lille indhold af tungmetaller som for eksempel chrom, kobber og nikkel. Hvis du har sat ild til et gelélys, der samtidig virker som duftlys, indeholder lyset også kunstige duftstoffer. Dette kan bl.a. være polycykliske moskusforbindelser. I enkelte gelélys kan dekorationerne være lavet af PVC.